# Pero carrerasi
Pero carrerasi är en fjärilsart som beskrevs av Eugenio Giacomelli 1911. Pero carrerasi ingår i släktet Pero och familjen mätare. Inga underarter finns listade i Catalogue of Life.